# Landwasser

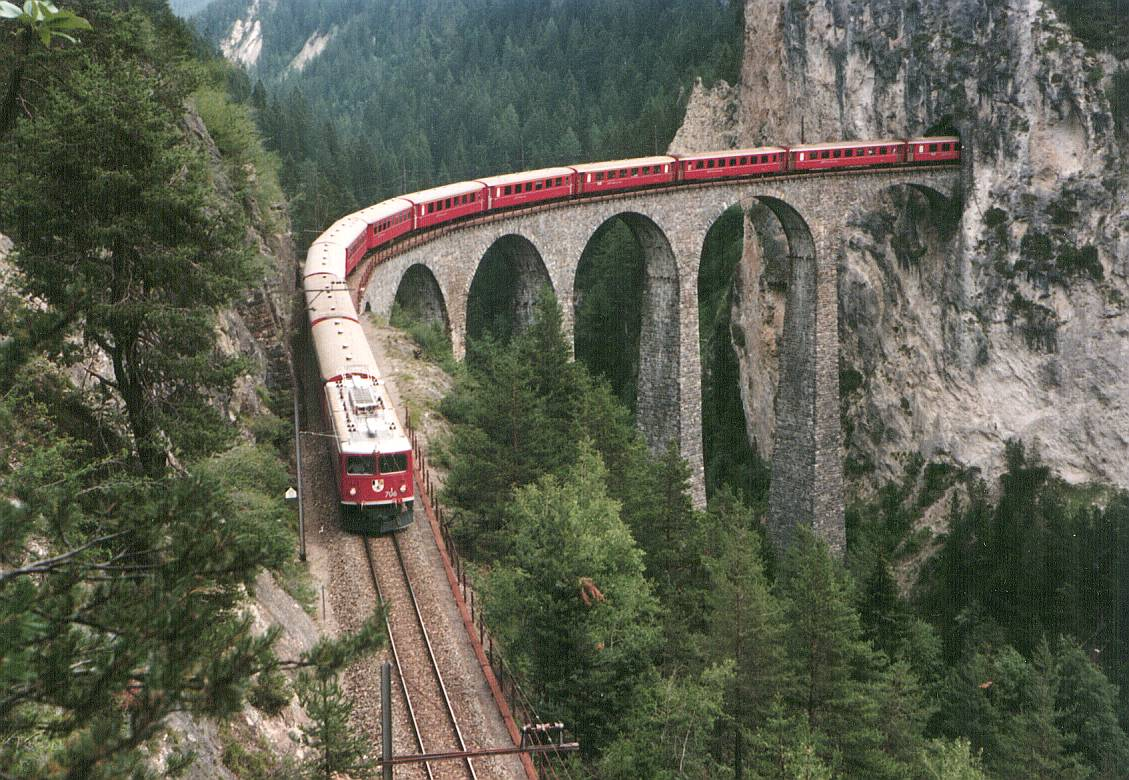
Le viaduc de Landwasser.

Le Landwasser est une rivière coulant en Suisse dans le canton des Grisons. C'est un affluent de l'Albula, elle fait partie du bassin versant du Rhin.

## Parcours
Le Landwasser prenait sa source dans le lac de Davos, mais celui-ci a été transformé en réservoir. Elle prend donc son origine dans un torrent, le Flüelabach, et change de nom en arrivant à Davos, puis la rivière descend dans sa vallée vers le sud-ouest et passe les gorges de Zügen. Elle devient ensuite un affluent de l'Albula.
Le viaduc de Landwasser enjambe la Landwasser.

### Sources
- (de) Cet article est partiellement ou en totalité issu de l’article de Wikipédia en allemand intitulé « Landwasser (Albula) » (voir la liste des auteurs).